# 采風樂坊
采風樂坊（英文：Chai Found Music Workshop）是台灣的中國傳統音樂樂團，在1991年由笛子演奏家吳宗憲與二胡演奏家黃正銘成立，主攻胡琴、笛子、琵琶、古箏、揚琴與阮咸等中國傳統絲竹樂器，並延續至今。旗下另有專門培育中國傳統音樂人才的「益生文教基金會」，是2000年由江朝陽居士與采風聯手成立。旗下另有專門出版有聲資料及樂譜的出版社「采風國際文化事業有限公司」。
采風樂坊最著名之音樂劇創作，當屬2005年的《十面埋伏》。而在2007年，采風更在國家音樂廳二十週年慶時，以上千人同時拉胡琴，創下「千人胡琴」的世界紀錄。
另成立采風二團與采風三團。

## 樂團專輯
- 東方傳奇‧搖滾國樂 (雙CD)
- 十面埋伏（另有DVD專輯）
- 南風起兮
- 微風往事
- 七太郎與狂狂妹
- 吟詩作對歌仔調
- 金石絲竹
- 音之旅
- 采風樂坊作品集
- 無極—春夏秋冬(2CD)

## 外部連結
- 采風樂坊官方網站 （页面存档备份，存于）
- 采風樂坊東方器樂劇場Blog （页面存档备份，存于）
- 采風樂坊東方傳奇Blog （页面存档备份，存于）